# Bathypalaemonetes
Bathypalaemonetes is een geslacht van kreeftachtigen uit de klasse van de Malacostraca (hogere kreeftachtigen).

## Soorten
- Bathypalaemonetes brevirostris (Bruce, 1986)
- Bathypalaemonetes chani Cleva, 2004
- Bathypalaemonetes pilosipes (Bruce, 1986)